# Leizen
Leizen ist eine Gemeinde im Westen des Landkreises Mecklenburgische Seenplatte in Mecklenburg-Vorpommern. Sie wird vom Amt Röbel-Müritz mit Sitz in der Stadt Röbel/Müritz verwaltet.

## Geografie
Die Gemeinde Leizen in der Mecklenburgischen Seenplatte befindet sich in einem hügeligen, wald- und seenreichen Gebiet, das mit dem Dusterholzberg maximal 120,5 m ü. NHN erreicht. Zwischen den großen Seen Müritz und Plauer See liegen im Gemeindegebiet Leizens einige kleinere Seen, der Tangahnsee, der Kleine Kreßinsee, der Minzower See und der Steinfortsee. Die Stadt Röbel/Müritz ist zirka acht Kilometer entfernt.
Umgeben wird Leizen von den Nachbargemeinden Walow im Norden, Groß Kelle im Nordosten, Röbel/Müritz im Osten, Bütow im Südosten, Fincken im Südwesten sowie Fünfseen im Nordwesten.
Zur Gemeinde gehören die Ortsteile Leizen, Minzow und Woldzegarten.

## Geschichte

### Eingemeindungen
Woldzegarten wurde am 1. Januar 1974 eingemeindet. Minzow gehört seit dem 13. Juni 2004 zu Leizen.

### Leizen
Der ehemals slawische Rundling Leizen tauchte erstmals 1298 in der örtlichen Kirchenchronik auf. Im Mittelalter bestand bereits eine Turmhügelburg, später wurde in deren Nähe ein Schloss erbaut. Vom 14. Jahrhundert an bis in das 18. Jahrhundert hinein war Leizen zusammen mit anderen Dörfern der Umgebung im Besitz der Familie von Knuth, unter anderem beim Rittmeister Jacob Ernst von Knuth. Vier Generationen in direkter Genealogie danach ist der damalige Leizener Gutsherr Joachim Friedrich von Knuth auch Provisor des Klosters Malchow.
Das Gut kam um 1750 mit umliegenden Ländereien für 29.000 Reichstaler an den 1715 geborenen Amtsrat Ernst Friedrich von Gundlach, verstorben 1788, deren Nachfahren das Gut bis zur Bodenreform 1945 innehatten. Um 1900 hatte Leizen den Status eines Lehngutes und war ein Familien-Fideikommiss, also einer unteilbaren Besitzung, welche nur auf einen (männlichen) Nachfolger vererbt werden konnte. Die Gutsgröße umfasste viele Jahrzehnte konstant 1080 ha. Das gründerzeitliche Gutshaus wurde 1898 durch den vorletzten Gutsbesitzer aus der Familie, Hans Heinrich von Gundlach (1863–1929) gebaut. Er war mit Helene Freiin von Meerheimb verheiratet. Ab 1929 war wieder ein Allod-Gut für die Familie von Gundlach. Bis 1945 war als Eigentümer sein jüngerer Bruder Günther von Gundlach auf Rumpshagen, respektive dessen Sohn Carlotto (1897–1948) als Verwalter.
Der Ort war bis in die jüngste Gegenwart rein landwirtschaftlich geprägt. 1996 wurde der Industrie- und Gewerbepark Süd-Mecklenburg eröffnet.

### Minzow

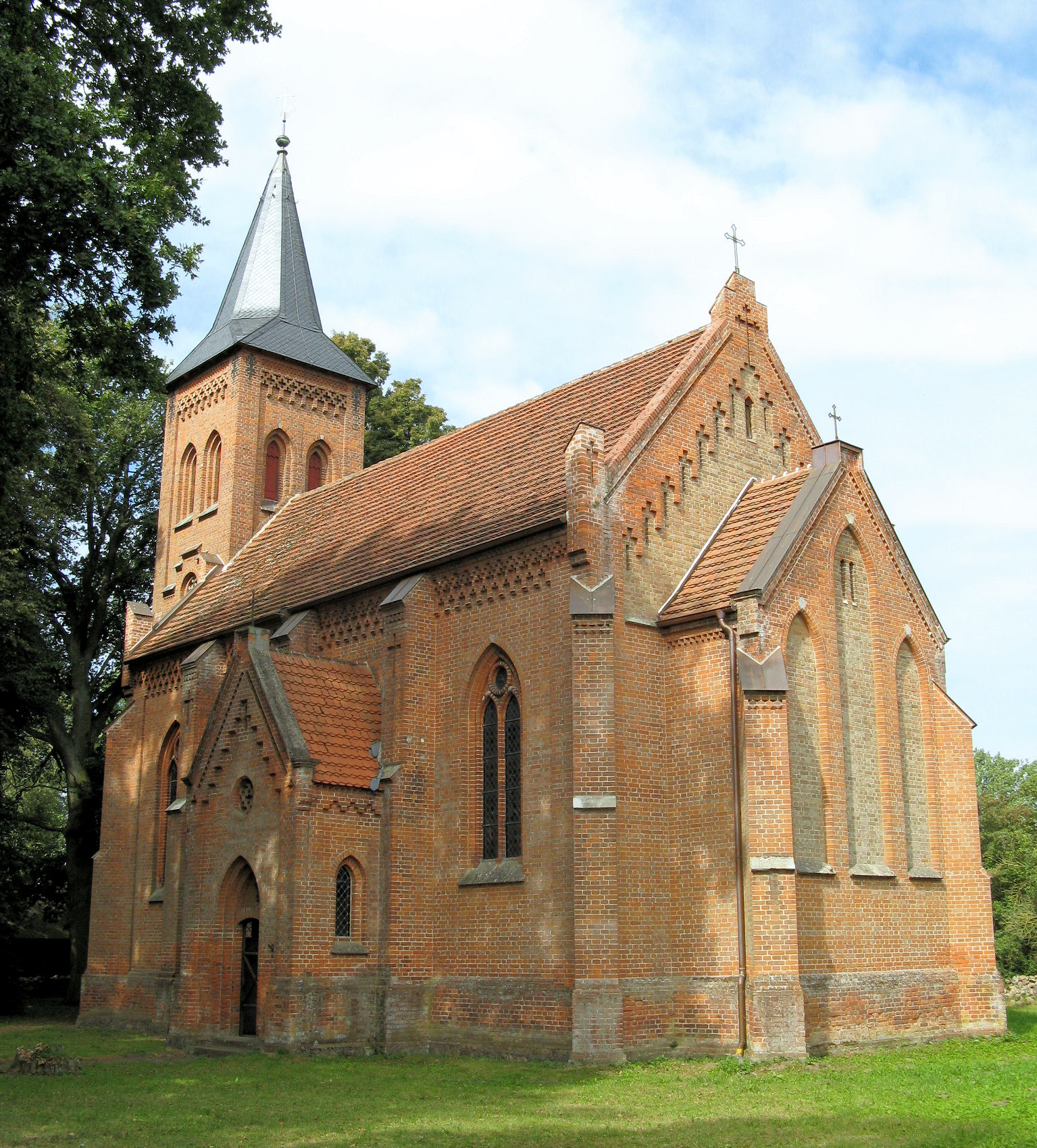
Dorfkirche Minzow – erbaut von Theodor Krüger (1862)

Der Ortsteil Minzow ist ebenfalls slawischen Ursprungs. Die Herren von Below besaßen im 15. Jahrhundert in dem Bauerndorf mehrere Hufen. Nach dem Bau einer eigenen Kirche 1862 wurde Minzow zur eigenständigen Kirchengemeinde. Minzow war bis zur Fusion mit Leizen 2004 eine selbstständige Gemeinde.

### Woldzegarten

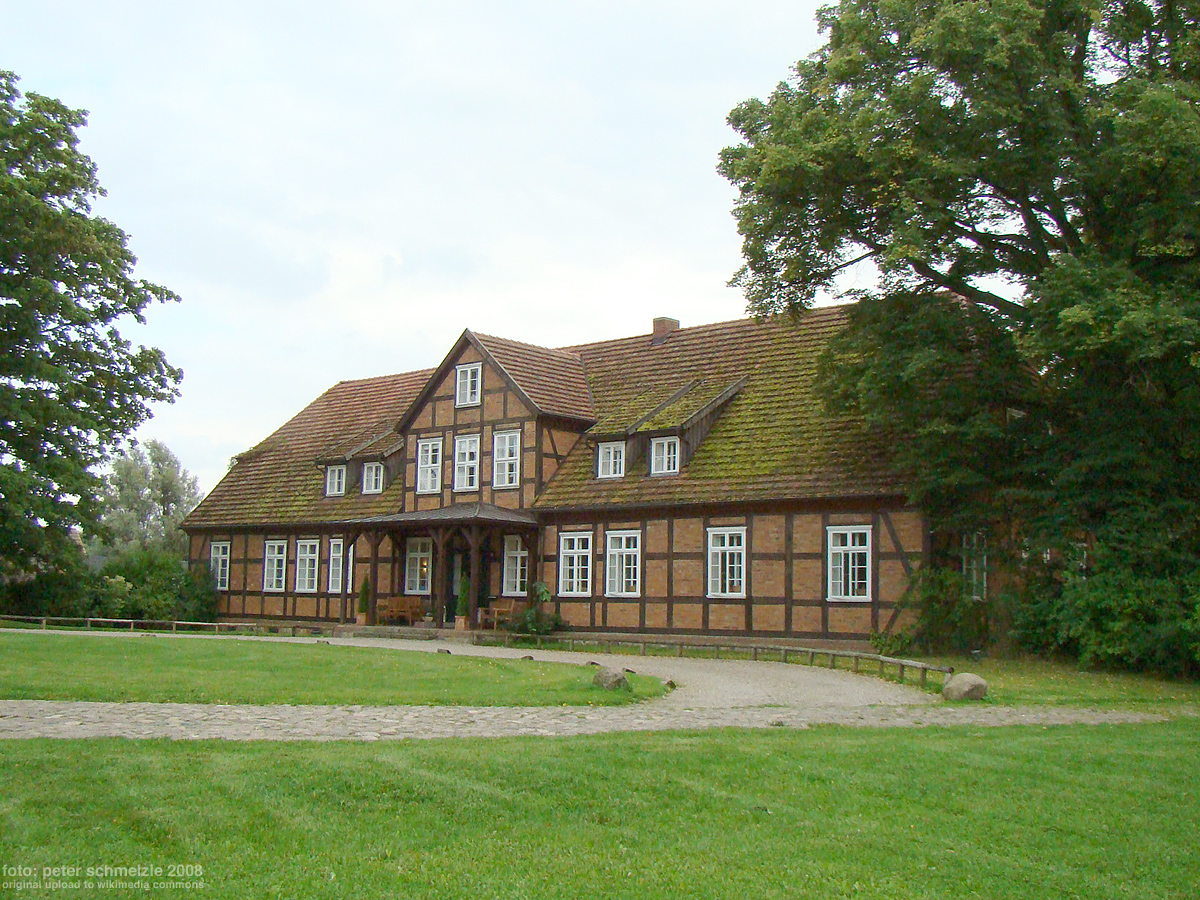
Gutshaus Woldzegarten

Der Ortsteil Woldzegarten war vom 15. bis zum 20. Jahrhundert ein Gutshof im Besitz der Familie von Flotow. Letzte Besitzerin war Anne-Marie von Flotow, geborene von Voss, zweite Frau des Gutsherrn Karl Dietrich von Flotow (1888–1936), und deren als nächste Erben vorbestimmten gemeinsamen Kinder Klaus, Edelgard und Iris. Nach der Vertreibung der Besitzerin und des Verwalters 1945 wurden verschiedene Gemeindeeinrichtungen im Gutshaus untergebracht. Nach der Wende verfiel der Gutshof zusehends, wurde dann aber in den späten 1990er Jahren umfassend saniert. Das Gutshaus diente danach als Hotel, das große Wirtschaftsgebäude als Kulturscheune. 2021 wurde das Gebäudeensemble verkauft. Ab 2023 wird der Ort von der St. Oberholz GmbH als Eventlocation betrieben.

## Politik

### Gemeindevertretung und Bürgermeister
Der Gemeinderat besteht (inkl. Bürgermeisterin) aus sieben Mitgliedern. Die Wahl zum Gemeinderat am 26. Mai 2019 hatte folgende Ergebnisse:
| Partei/Bewerber          | Prozent | Sitze |
| ------------------------ | ------- | ----- |
| Einzelbewerber Gödecke   | 17,86   | 1     |
| Einzelbewerber Witzke    | 16,71   | 1     |
| Einzelbewerber Dee       | 14,03   | 1     |
| Einzelbewerber Claußen   | 13,65   | 1     |
| Einzelbewerber Limpächer | 11,86   | 1     |
| Einzelbewerber Mau       | 11,61   | 1     |

Bürgermeisterin der Gemeinde ist Stefanie Nürnberg, sie wurde mit 96,27 % der Stimmen gewählt.

### Dienstsiegel
Die Gemeinde verfügt über kein amtlich genehmigtes Hoheitszeichen, weder Wappen noch Flagge. Als Dienstsiegel wird das kleine Landessiegel mit dem Wappenbild des Landesteils Mecklenburg geführt. Es zeigt einen hersehenden Stierkopf mit abgerissenem Halsfell und Krone und der Umschrift „GEMEINDE LEIZEN“.

## Wirtschaft und Infrastruktur
Im traditionell landwirtschaftlich geprägten Gebiet der Gemeinde haben sich seit den 1990er Jahren im Gewerbepark Süd-Mecklenburg, der direkt an der Autobahn liegt, mehrere Dienstleistungs- und Handwerksbetriebe angesiedelt.
Auf dem Dusterholzberg bei Woldzegarten steht der Sendeturm des Senders Röbel-Woldzegarten.
Leizen liegt verkehrsgünstig an der Kreuzung der Bundesstraße 198 mit der Bundesautobahn 19 (Berlin–Rostock), die die Autobahn-Anschlussstelle Röbel bildet. Die nächsten Bahnhöfe befinden sich in Malchow und Ganzlin, sowie Waren (Müritz) und Wittstock (Dosse).

## Sehenswürdigkeiten
- Die Dorfkirche Leizen ist eine rechteckige Feldsteinkirche aus dem 13. Jahrhundert. Ihre Wände wurden im 18. Jahrhundert teilweise mit Ziegeln erneuert. Ein verbretterter quadratischer Turm mit einem hohen und spitzen achtseitigen Helm ist im Stile eines Dachreiters auf das Dach aufgesetzt. Zu den bedeutenden Ausstattungsgegenständen der Kirche zählen der Schnitzaltar um 1500 sowie ein Knuth-Grabstein von 1370.
- Das 1898 im Gründerzeitstil erbaute Leizener Herrenhaus dient heute als Hotel, der ehemalige Speicher des Guts wird u. a. von der Freiwilligen Feuerwehr sowie der Gemeinde genutzt.
- Auch der Gutshof im Ortsteil Woldzegarten ist inzwischen zu einem Hotel umgebaut. Der große Speicher des Gutshofs dient als Kulturscheune unter anderem auch verschiedenen kulturellen Zwecken.
- Die Dorfkirche Minzow wurde anstelle des abgebrannten Gutshauses errichtet.
- Großsteingräber nahe dem Ortsteil Woldzegarten
- Kroneiche mit einem Umfang von 10,15 Metern und einem geschätzten Alter von 500–700 Jahren[18]

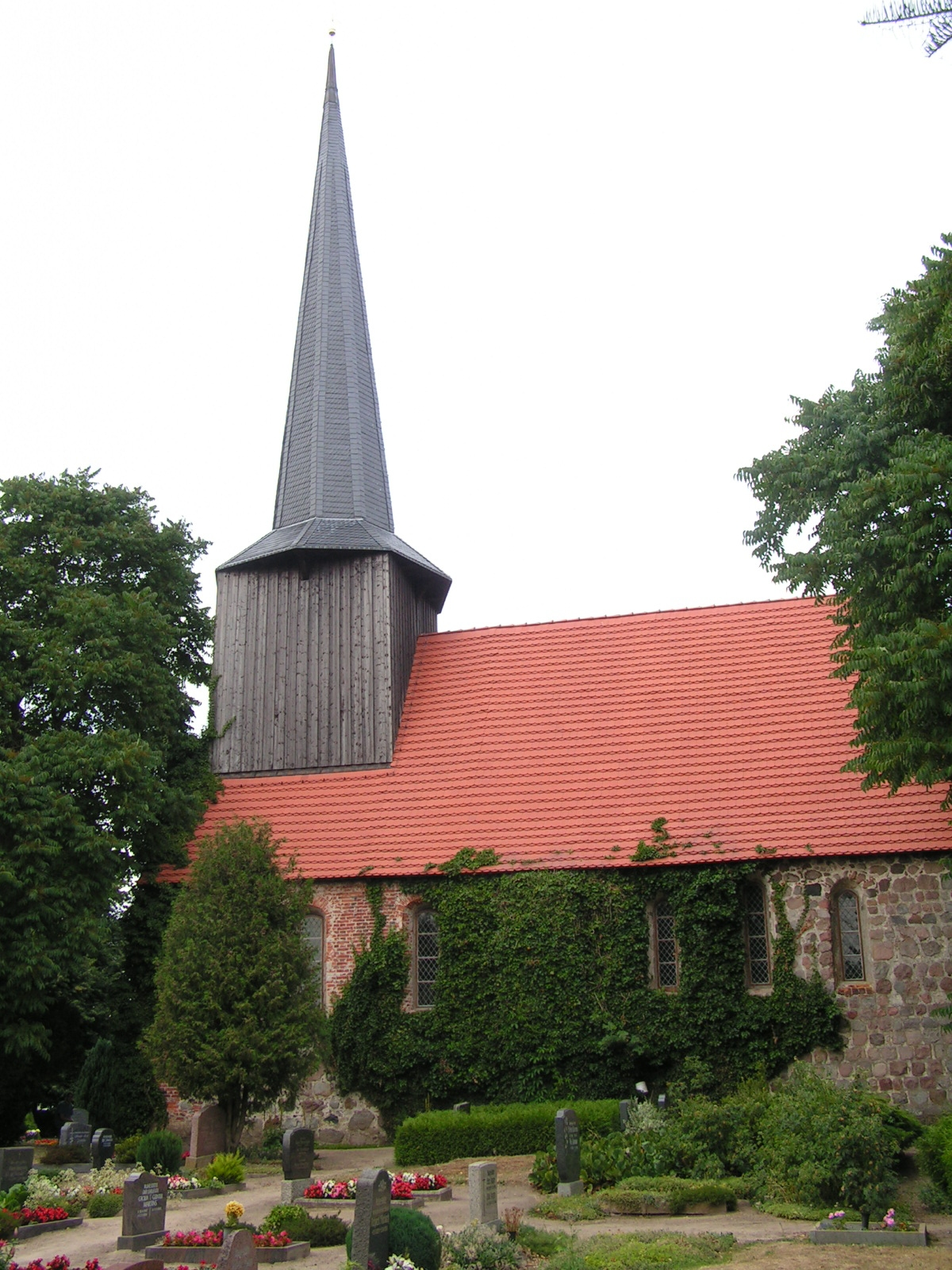
Feldsteinkirche Leizen
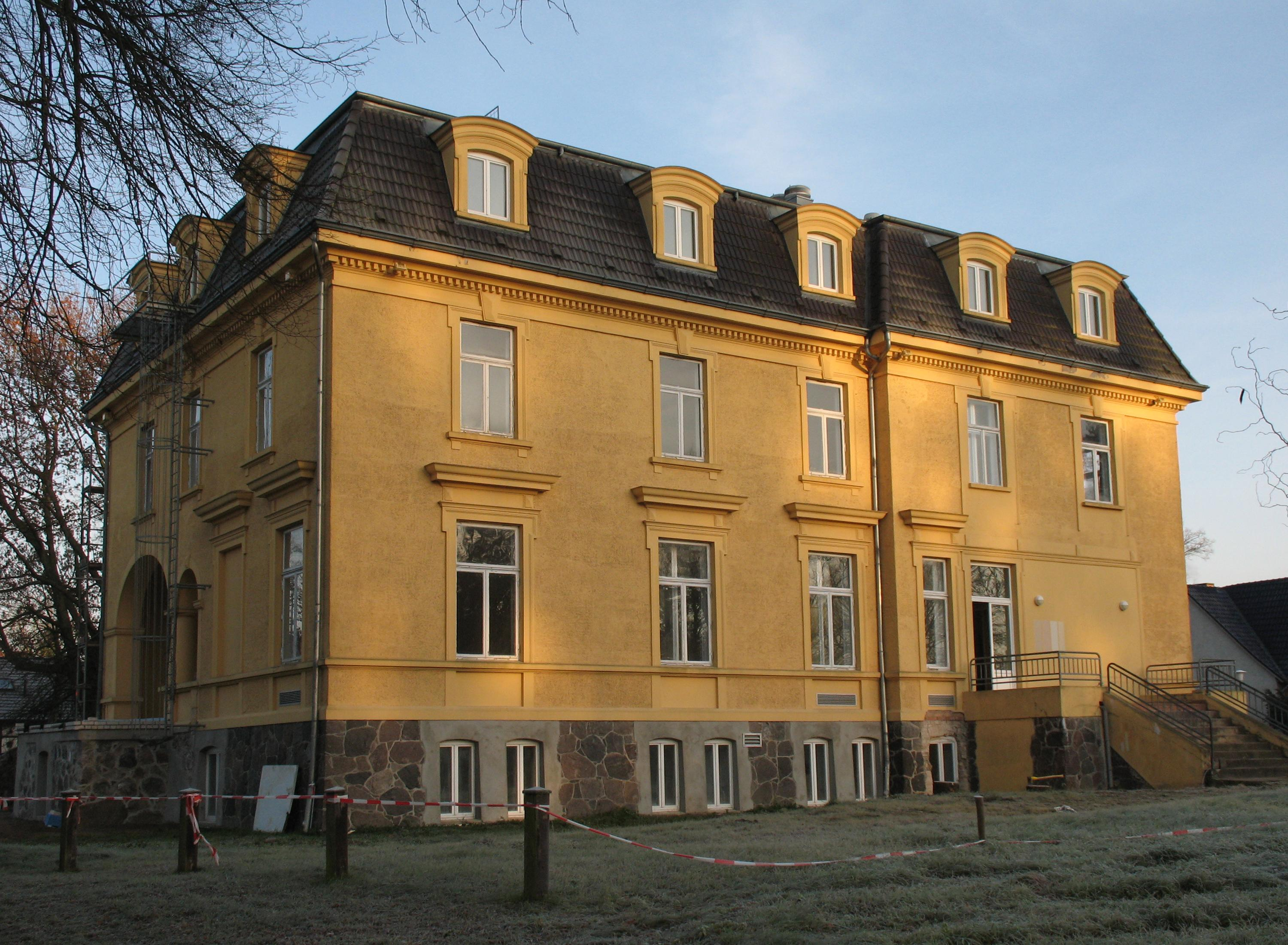
Herrenhaus Leizen
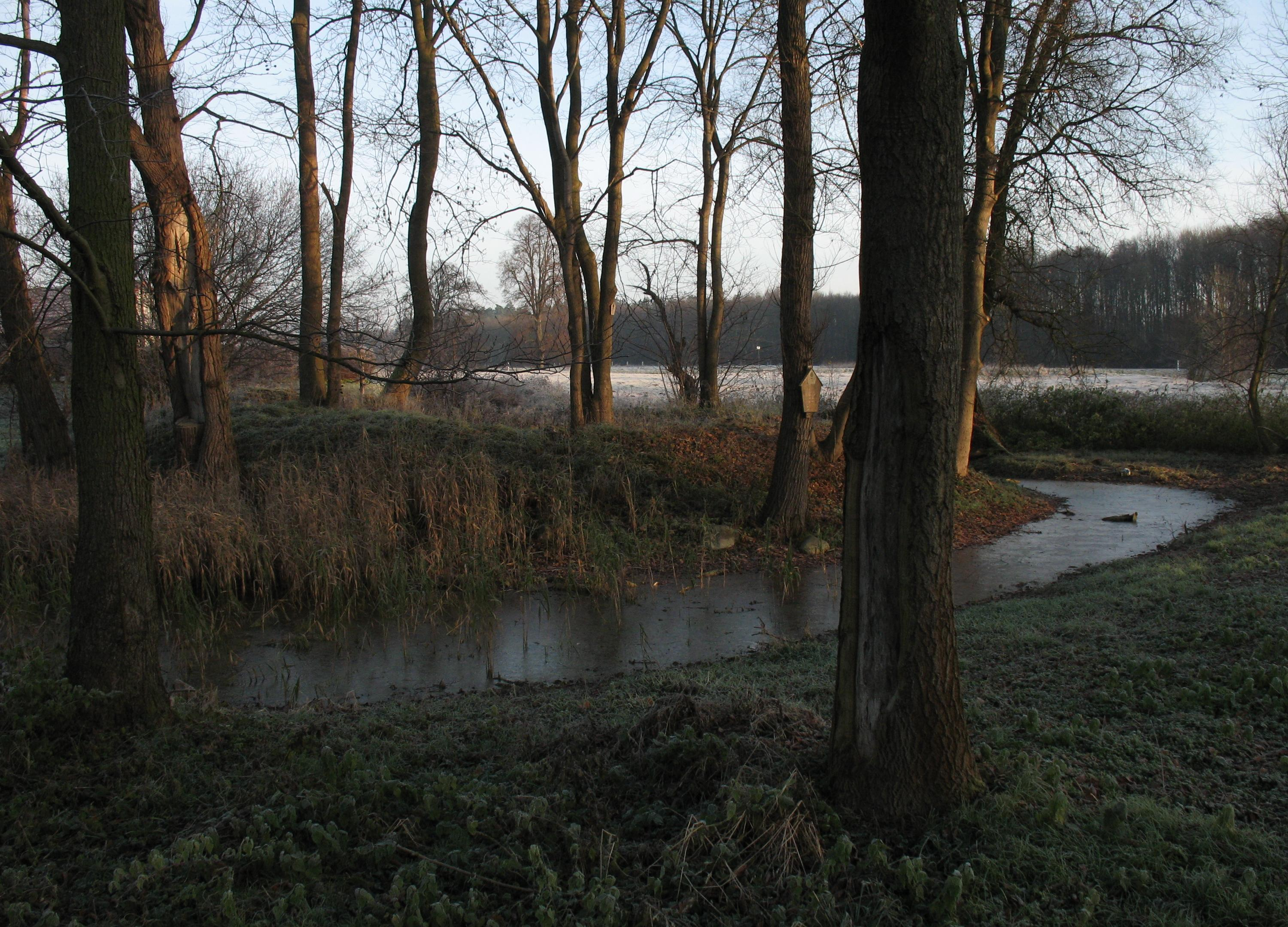
Turmhügel Leizen
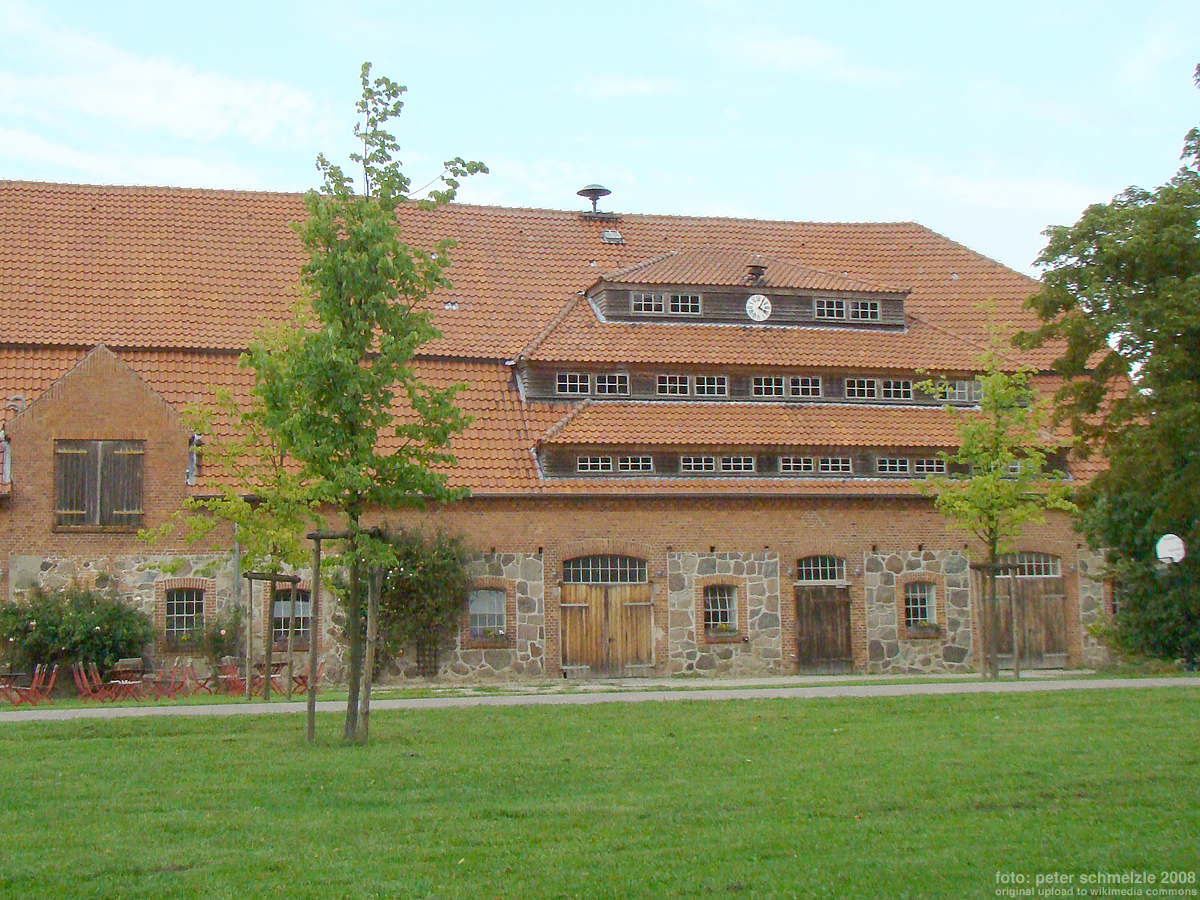
Kulturscheune Woldzegarten
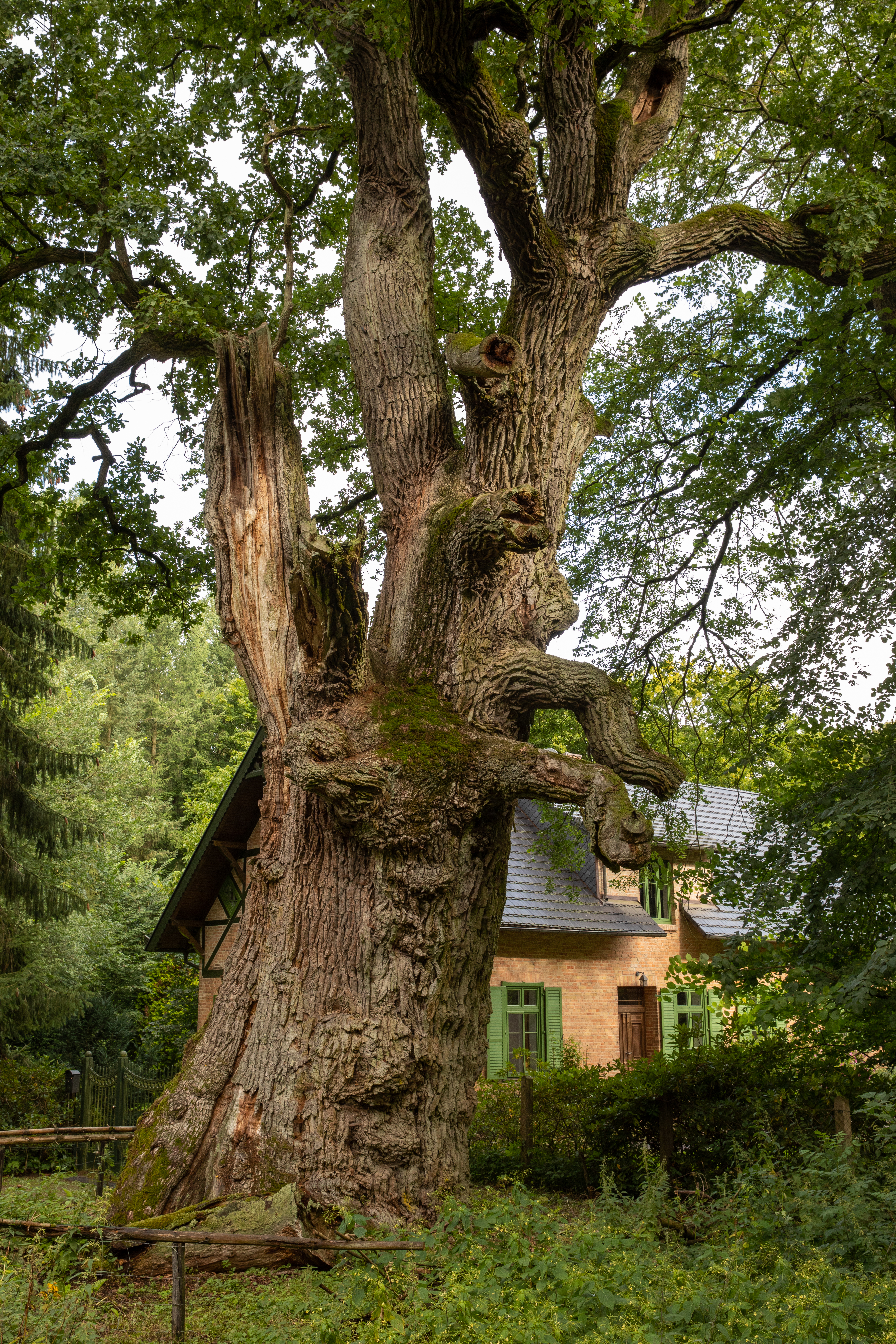
Kroneiche Minzow August 2021

## Persönlichkeiten
- Jacob von Knuth (* um 1550; † um 1597), Erbherr auf Leizen, Priborn und Spitzkuhn
- Wentzloff IV. von Knuth (* 1580 in Leizen; † Juli 1658), Erbherr auf Leizen, Priborn und Spitzkuhn, Sohn des Vorigen, Vater des Jacob Ernst von Knuth (s. o.)
- Jacob Ernst von Knuth (* 1672; † 1704), Oberstleutnant,[19] Begründer der Linie von Knuth-Leizen
- Gottfried Ernst von Knuth, auf Leizen (* 1700; † nach 1756)[20]
- Ernst Friedrich von Gundlach († 1788), Gutsbesitzer auf Leizen, Rumpshagen und Hinrichsberg
- Günther von Gundlach-Rumpshagen (* 1868; † 1945), letzter Grundbesitzer von Gut Leizen